# 美國全國農場主協會
美國全國農場主協會(National Farmers Union.US)是美國的一個農業民間組織簡稱NFU，是僅次於官方農業局的美國第二大農業組織，成立於1902年的德州，目前總部設在華盛頓特區。
該組織的使命為保護和提高農民家庭和牧場主及其農村社區的經濟福祉和生活質量。它通過在國會游說促進有利於美國農業的立法和社會教育，以及開發合作社購買制和銷售企業化來實現農業經濟利益增長這一目標，今天該組織代表著遍布美國的20多萬個家庭農場和牧場、漁場。在33個不同的州有組織分部，各種提案通常在地方縣市議會開始，然後進入州和國家議會。同時一旦進入春季和秋季，NFU的領導人將在華盛頓特區召開會議，與立法議員討論解決他們今年面臨問題的方法。
最早在1902年農場主決定成立該組織加大政治上議題的參與。僅僅一年之後，他們就組建了第一家營銷合作社。在20世紀初期，他們提出支持包裹郵政系統、參議員直接選舉、女性投票權等提案。他們的努力也促成了聯邦農業貸款法的頒布，該法案確立了12個聯邦土地銀行。1931年組織成立了農場主協會中央交易所，並於1936年推出了“農業商品交易法”還合併了曾經有強大影響力的的美國公平協會。1943年促成學校營養午餐和營養牛奶永久化讓農場有一個穩定且大量的出貨對象。兩年後成為美國匯款歐洲合作組織（CARE）的創始成員，開始推動Brannan計劃以補貼經營規模小於平均水平的農場，但其他大型農場反對導致法案失敗。
1954年該組織還爭取免除農業用途汽油的聯邦汽油稅。

## 外部連結
- National Farmers Union site
- Iowa Farmers Union site （页面存档备份，存于）
- Minnesota Farmers Union site
- North Dakota Farmers Union site
- Pennsylvania Farmers Union site （页面存档备份，存于）